# Tranvia litoranea di Viareggio
La tranvia litoranea di Viareggio fu, tra gli anni dieci ed il 1944, un elemento caratteristico ed un volano economico per la zona costiera che si estende tra Forte dei Marmi e Viareggio. Realizzata come una moderna tranvia elettrica a scartamento ordinario e dotata di una diramazione che la collegava con l'importante centro versiliese di Pietrasanta, la linea non sopravvisse alle distruzioni della seconda guerra mondiale.

## Storia

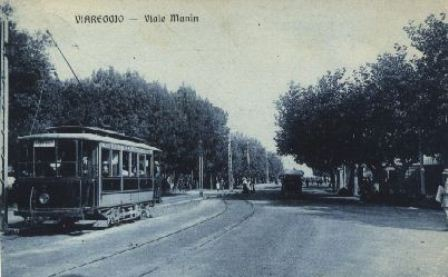
Viale Manin con il tram, in una cartolina d'epoca

Il progetto di costruzione di una linea tranviaria che congiungesse Viareggio con la Versilia per raggiungere, da qui, Marina di Massa e Marina di Carrara fu avanzato il 4 maggio 1909 dall'appositamente costituita Società Anonima Elettrica Tramviaria Litoranea Viareggio-Versilia-Provincia di Massa.
Il primo tronco fino a Fossa dell'Abate fu aperto all'esercizio medesimo anno per poi raggiungere Fiumetto il 27 settembre 1913 e il capolinea di Forte dei Marmi nell'ottobre successivo. In tale anno, circoscritte le mire aziendali al solo territorio della provincia di Lucca, la società mutò conseguentemente il proprio nome in Società Anonima Elettrica Tramviaria Litoranea Viareggio (l'acronimo rimanendo quello di SETL).
La diramazione da Fiumetto alla stazione di Pietrasanta fu attivata il 15 luglio 1914.
Nel 1927, a seguito di una convenzione stipulata l'anno prima con il Comune di Viareggio, fu inaugurata una nuova tratta urbana di collegamento con il cimitero comunale.
Nel 1936 si ebbe un'ulteriore modifica agli impianti in seguito all'inaugurazione della nuova stazione ferroviaria di Viareggio.
Da subito l'impianto, che era gestito dalla Società Anonima Elettrica Tramviaria Litoranea-Viareggio (SELT) riscosse un buon successo di traffico, contribuendo in maniera determinante allo sviluppo turistico ed economico della zona. Per tale motivo, già nel 1914 si attuò il raddoppio del binario all'interno dell'abitato di Viareggio.
In seguito ai pesanti danni subiti nel 1944 durante la seconda guerra mondiale, l'impianto cessò il servizio e non fu più ripristinato.

## Caratteristiche tecniche
| Unknown route-map component "uexKBHFaq" | Unknown route-map component "uexCONTfq" |  |  |  |

| Unknown route-map component "uexKBHFa" |

| Unused straight waterway |  | Continuation backward | Unknown route-map component "uexKBHFaq" | Unknown route-map component "uexCONTfq" |

| Unused straight waterway |  | Station on track | Unknown route-map component "uexKBHFa" |  |

| Unknown route-map component "uexABZg+l" | Unused transverse waterway | Unknown route-map component "emKRZu" | Unknown route-map component "uexSTRr" |  |

| Unknown route-map component "uexBHF" |  | Straight track |  |  |

| Unknown route-map component "uexBHF" |  | Straight track |  |  |

| Unknown route-map component "uexBHF" |  | Stop on track |  |  |

| Unknown route-map component "uexBHF" |  | Straight track |  |  |

| Unused straight waterway |  | Straight track | Unknown route-map component "uexSTR+l" | Unknown route-map component "uexCONTfq" |

| Unknown route-map component "uexKRWgl+l" | Unknown route-map component "uexKDSTeq" | Straight track | Unused straight waterway |  |

| Unknown route-map component "uexKRWgl+l" | Unknown route-map component "uexKBHFeq" | Station on track | Unused straight waterway |  |

| Unknown route-map component "uexSTRl" | Unknown route-map component "uexSTR+r" | Straight track | Unused straight waterway |  |

|  | Unknown route-map component "uexKBHFe" | Unknown route-map component "eBHF" | Unknown route-map component "uexKBHFe" |  |

|  |  | Continuation forward |

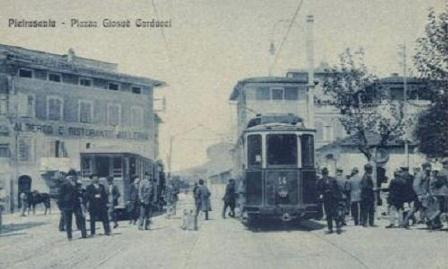
Capolinea di Pietrasanta, comune alla tranvia Alta Versilia

Il primo tronco, realizzato come tranvia urbana, univa la stazione di Viareggio con la località Fossa dell'Abate per un totale di 4,183 km e fu aperto all'esercizio nel novembre del medesimo anno. La linea, che si dipartiva dal primitivo impianto ferroviario cittadino (attuale stazione dismessa di Viareggio Scalo), attraversava il canale Burlamacca per poi piegare a sud verso il litorale; da qui, in corrispondenza di piazza D'Azeglio, proseguiva lungo l'arenile mantenendosi parallela ai viali Manin e Carducci, fino a raggiungere il capolinea. Tra il 1912 e il 1914, oltre alla ricostruzione del ponte sul canale Burlamacca, fu realizzato il raddoppio del binario nella tratta urbana fino a via Marco Polo.
Il primo deposito sorgeva anch'esso sull'arenile in zona Marco Polo, in corrispondenza dell'incrocio con via Marco Polo. Nel 1926 fu stipulata una convenzione per realizzare un nuovo deposito nell'area adiacente al cimitero comunale di Viareggio; a partire dall'ottobre 1927 fu inaugurata dunque una diramazione urbana che consentiva il collegamento di quest'ultimo e comprendeva un nuovo capolinea a servizio del cimitero stesso.
La successiva tratta extraurbana per Forte dei Marmi misurava 13,667 km, correva anch'essa prevalentemente sull'arenile ed era armata con rotaie Vignoles da 27,3 kg/m. La diramazione per Pietrasanta, lunga 4,526 km, era invece armata prevalentemente con le classiche rotaie ferroviarie Vignoles, in questo caso da 35 kg/m.
In quest'ultima località i convogli elettrici, sovrappassata la ferrovia Genova-Pisa, giungevano in prossimità della stazione ferroviaria, dove si affiancavano ai tram a vapore delle tranvie della Versilia, che consentivano anch'essi di raggiungere Forte dei Marmi passando da Seravezza e Querceta.
La modifica degli impianti del 1936 conseguente all'inaugurazione della nuova stazione comportò, oltre al tempestivo collegamento del nuovo impianto, anche l'arretramento del primitivo capolinea in corrispondenza del mercato Vecchio. Inoltre, per consentire un riordino della passeggiata a mare funzionale all'effettuazione del celebre Carnevale, i binari vennero spostati dai viali Manin e Carducci a viale Buonarroti e via Foscolo. Tale piano fu ultimato nel 1939.
La tranvia, a scartamento ordinario ed elettrificata come d'uso all'epoca alla tensione continua di 600 V.
L'orario del 1940 prevedeva, per il servizio urbano, corse strutturate secondo le seguenti direttrici:
- linea 1, Nuova stazione - Lido di Camaiore
- Linea 2, Mercato vecchio - Lido di Camaiore (dall'anno successivo arretrata dal mercato a piazza Vittorio Emanuele)

I servizi per il cimitero erano effettuati solo in alcuni periodi dell'anno.

## Materiale rotabile
Per l'esercizio della tranvia la STEL arrivò a possedere un parco di 17 elettromotrici tranviarie, tutte di costruzione Carminati & Toselli, consegnate fra il 1909 ed il 1928. Le stesse, pur suddivise in più ordinazioni, risultavano sostanzialmente di due gruppi: le prime 14 costruite su telaio di tipo Brill e dotate di motori AEG/Thompson Huston, le ultime 3 dotate di motori AEG e telaio di tipo "Milano".
Dapprima dotate di un raffinato schema di coloritura bianco/rosso ricco di filettature, come d'uso all'epoca, all'inizio degli anni venti le vetture furono ridipinte in bianco avorio con filetti verdi per poi assumere, nel 1926, lo schema a due torni di verde imposto da una direttiva ministeriale per tutti i mezzi italiani.
Nel 1946, cessato ormai il servizio in conseguenza dei pesanti danni bellici, 7 motrici "Brill" (la 7 e quelle numerate da 9 a 14: la 8 era andata distrutta durante la guerra) ed una "Milano" furono cedute all'ATAF di Firenze, che dopo averne ricostruite le casse le immatricolò rispettivamente come 1051÷1057 e 309. Altre due motrici con altrettante rimorchiate furono invece cedute alla tranvia di Carrara, allora gestita dalla SITA, mentre le due restanti motrici "Milano" finirono alla tranvia Terni-Ferentillo.
Il parco SETL comprendeva inoltre 16 rimorchiate, anch'esse di costruzione Carminati & Toselli; prima dell'immissione in servizio delle stesse furono noleggiate alcuni veicoli dalla Società Romana Tramways Omnibus (SRTO).

### Materiale motore - prospetto di sintesi
| Unità | Anno di acquisizione | Costruttore         | Tipo     | Note                                             |
| ----- | -------------------- | ------------------- | -------- | ------------------------------------------------ |
| 1÷4   | 1909                 | Carminati & Toselli | "Brill"  |                                                  |
| 5÷6   | 1911                 | Carminati & Toselli | "Brill"  | Cedute alla tranvia di Carrara                   |
| 7÷14  | 1913                 | Carminati & Toselli | "Brill"  | Cedute ad ATAF-Firenze (sette unità = 1051-1057) |
| 15÷17 | 1928                 | Carminati & Toselli | "Milano" | Cedute ad ATAF-Firenze e STET-Terni              |